# Списак НГЦ објеката (3000—3999)
Ово је непотпун списак NGC 3000-3999 објеката у NGC каталогу (New General Catalogue). 
Информација о сазвежђима је узета из The Complete New General Catalogue and Index Catalogue of Nebulae and Star Clusters by J. L. E. Dreyer, преко VizieR сервиса (website: http://vizier.u-strasbg.fr/viz-bin/VizieR). Морфолошки типови галаксија и објеката који су чланови Малог Магелановог облака су добијени преко NASA/IPAC вангалактичке базе (website: http://nedwww.ipac.caltech.edu/). Остали подаци у табелама су из SIMBAD астрономске базе података (website: http://simbad.u-strasbg.fr/simbad/), осим ако није другачије назначено.

## 3000-3099
| NGC ознака | Други називи | Тип објекта            | Сазвежђе               | Ректасцензија (J2000) | Деклинација (J2000) | Привидна величина |
| ---------- | ------------ | ---------------------- | ---------------------- | --------------------- | ------------------- | ----------------- |
| 3000       |              | Двојна звезда          | Сазвежђе Велики медвед | 09h 49m               | +44° 08′            |                   |
| 3030       |              | Галаксија              | Сазвежђе Хидра         | 09h 50m 10.5s         | −12° 13′ 35″        | 15                |
| 3031       | Месје 81     | Спирална галаксија     | Сазвежђе Велики медвед | 09h 55m 33.2s         | +69° 03′ 55″        | 8.1               |
| 3032       |              | Сочиваста галаксија    | Сазвежђе Лав           | 09h 52m 08.2s         | +29° 14′ 12″        | 13.0              |
| 3033       |              | Расејано звездано јато | Сазвежђе Једра         | 09h 48m 30s           | −56° 26′            | 9.2               |
| 3034       | Месје 82     | Неправилна галаксија   | Сазвежђе Велики медвед | 09h 55m 52.2s         | +69° 40′ 49″        | 9.2               |
| 3035       |              | Спирална галаксија     | Сазвежђе Секстант      | 09h 51m 54.0s         | −06° 49′ 15″        | 13.5              |
| 3049       |              | Спирална галаксија     | Сазвежђе Лав           | 09h 54m 49.8s         | +09° 16′ 17″        | 13.5              |
| 3054       |              | Спирална галаксија     | Сазвежђе Хидра         | 09h 54m 28.9s         | −25° 42′ 07″        | 12.2              |
| 3077       |              | Неправилна галаксија   | Сазвежђе Велики медвед | 10h 03m 20.0s         | +68° 44′ 02″        | 10.9              |
| 3079       |              | Спирална галаксија     | Сазвежђе Велики медвед | 10h 01m 58.5s         | +55° 40′ 50″        | 11.2              |

## 3100-3199
| NGC ознака | Други називи                | Тип објекта          | Сазвежђе               | Ректасцензија (J2000) | Деклинација (J2000) | Привидна величина |
| ---------- | --------------------------- | -------------------- | ---------------------- | --------------------- | ------------------- | ----------------- |
| 3109       |                             | Неправилна галаксија | Сазвежђе Хидра         | 10h 03m 06.7s         | −26° 09′ 32″        | 12                |
| 3110       |                             | Спирална галаксија   | Сазвежђе Лав           | 10h 04m 01.9s         | −06° 28′ 29″        | 13.5              |
| 3115       | Spindle Galaxy              | Сочиваста галаксија  | Сазвежђе Секстант      | 10h 05m 13.8s         | −07° 43′ 08″        | 11                |
| 3122       | (Дупликат објекта NGC 3110) | Спирална галаксија   | Сазвежђе Лав           | 10h 04m 01.9s         | −06° 28′ 29″        | 13.5              |
| 3132       | Eight-Burst Nebula          | Планетарна маглина   | Сазвежђе Једра         | 10h 07m 01.8s         | −40° 26′ 11″        | 10.1              |
| 3169       |                             | Спирална галаксија   | Сазвежђе Секстант      | 10h 14m 14.7s         | +03° 28′ 01″        | 10.3              |
| 3180       | (Налази се у NGC 3184)      | Дифузна маглина      | Сазвежђе Велики медвед | 10h 18m 17.0s         | +41° 25′ 26″        | 10.4              |
| 3181       | (Налази се у NGC 3184)      | Дифузна маглина      | Сазвежђе Велики медвед | 10h 18m 11.5s         | +41° 24′ 46″        |                   |
| 3182       |                             | Спирална галаксија   | Сазвежђе Велики медвед | 10h 19m 33.3s         | +58° 12′ 20″        | 13.0              |
| 3183       |                             | Спирална галаксија   | Сазвежђе Змај          | 10h 21m 48.9s         | +74° 10′ 40″        | 12.5              |
| 3184       |                             | Спирална галаксија   | Сазвежђе Велики медвед | 10h 18m 17.0s         | +41° 25′ 26″        | 10.4              |
| 3185       |                             | Спирална галаксија   | Сазвежђе Лав           | 10h 17m 38.7s         | +21° 41′ 17″        | 12.9              |
| 3186       |                             | Галаксија            | Сазвежђе Лав           | 10h 17m 38.0s         | +06° 58′ 16″        | 15.0              |
| 3187       |                             | Спирална галаксија   | Сазвежђе Лав           | 10h 17m 47.9s         | +21° 52′ 24″        | 13.8              |
| 3188       |                             | Спирална галаксија   | Сазвежђе Велики медвед | 10h 19m 42.8s         | +57° 25′ 25″        | 14.7              |
| 3189       | (Дупликат објекта NGC 3190) | Спирална галаксија   | Сазвежђе Лав           | 10h 18m 05.6s         | +21° 49′ 52″        | 11.9              |
| 3190       |                             | Спирална галаксија   | Сазвежђе Лав           | 10h 18m 05.6s         | +21° 49′ 52″        | 11.9              |
| 3191       |                             | Спирална галаксија   | Сазвежђе Велики медвед | 10h 19m 05.2s         | +46° 27′ 17″        | 13.9              |
| 3192       | (Дупликат објекта NGC 3191) | Спирална галаксија   | Сазвежђе Велики медвед | 10h 18m 58.4s         | +46° 27′ 16″        | 16.1              |
| 3193       |                             | Елиптична галаксија  | Сазвежђе Лав           | 10h 18m 25.0s         | +21° 53′ 37″        | 12.4              |
| 3194       |                             | Спирална галаксија   | Сазвежђе Змај          | 10h 17m 40.2s         | +74° 20′ 50″        | 13.9              |
| 3195       |                             | Планетарна маглина   | Сазвежђе Камелеон      | 10h 09m 20.9s         | −80° 51′ 31″        |                   |
| 3196       |                             | Галаксија            | Сазвежђе Лав           | 10h 18m 49.0s         | +27° 40′ 08″        | 15.7              |
| 3197       |                             | Спирална галаксија   | Сазвежђе Змај          | 10h 14m 28.2s         | +77° 49′ 12″        | 14.5              |
| 3198       |                             | Спирална галаксија   | Сазвежђе Велики медвед | 10h 19m 54.8s         | +45° 33′ 01″        | 10.7              |
| 3199       |                             | Дифузна маглина      | Сазвежђе Прамац        | 10h 16m 32.8s         | −57° 56′ 02″        |                   |

## 3200-3299
| NGC ознака | Други називи                       | Тип објекта            | Сазвежђе          | Ректасцензија (J2000) | Деклинација (J2000) | Привидна величина |
| ---------- | ---------------------------------- | ---------------------- | ----------------- | --------------------- | ------------------- | ----------------- |
| 3200       |                                    | Спирална галаксија     | Сазвежђе Хидра    | 10h 18m 36.4s         | −17° 58′ 57″        | 12.3              |
| 3201       |                                    | Збијено звездано јато  | Сазвежђе Једра    | 10h 17m 36.8s         | −46° 24′ 40″        | 9.2               |
| 3218       | (Дупликат објекта NGC 3183)        | Спирална галаксија     | Сазвежђе Змај     | 10h 21m 48.9s         | +74° 10′ 40″        | 12.5              |
| 3226       |                                    | Елиптична галаксија    | Сазвежђе Лав      | 10h 23m 27.1s         | +19° 53′ 55″        | 13.3              |
| 3227       |                                    | Спирална галаксија     | Сазвежђе Лав      | 10h 23m 30.6s         | +19° 51′ 54″        | 13.5              |
| 3242       | Cat's Eye Nebula; Ghost of Jupiter | Планетарна маглина     | Сазвежђе Хидра    | 10h 24m 46.1s         | −18° 38′ 33″        | 10.3              |
| 3245       |                                    | Сочиваста галаксија    | Сазвежђе Мали лав | 10h 27m 18.5s         | +28° 30′ 25″        | 11.6              |
| 3265       |                                    | Елиптична галаксија    | Сазвежђе Мали лав | 10h 31m 06.8s         | +28° 47′ 47″        | 14.1              |
| 3293       |                                    | Расејано звездано јато | Сазвежђе Прамац   | 10h 35m 48.8s         | −58° 13′ 00″        | 4.8               |

## 3300-3399
| NGC ознака | Други називи                      | Тип објекта                                     | Сазвежђе               | Ректасцензија (J2000) | Деклинација (J2000) | Привидна величина |
| ---------- | --------------------------------- | ----------------------------------------------- | ---------------------- | --------------------- | ------------------- | ----------------- |
| 3310       |                                   | Спирална галаксија                              | Сазвежђе Велики медвед | 10h 38m 45.9s         | +53° 30′ 12″        | 11.0              |
| 3311       |                                   | Елиптична галаксија                             | Сазвежђе Хидра         | 10h 36m 43.3s         | −27° 31′ 41″        | 13                |
| 3312       |                                   | Спирална галаксија                              | Сазвежђе Хидра         | 10h 37m 02.3s         | −27° 33′ 54″        | 12.7              |
| 3314       |                                   | Спирална галаксија иза друге спиралне галаксије | Сазвежђе Хидра         | 10h 37m 12.8s         | −27° 41′ 04″        | 13.1              |
| 3344       |                                   | Спирална галаксија                              | Сазвежђе Мали лав      | 10h 43m 31.1s         | +24° 55′ 20″        | 10.5              |
| 3351       | Месје 95                          | Спирална галаксија                              | Сазвежђе Лав           | 10h 43m 57.7s         | +11° 42′ 13″        | 11.2              |
| 3359       |                                   | Спирална галаксија                              | Сазвежђе Велики медвед | 10h 46m 36.6s         | +63° 13′ 25″        | 11.0              |
| 3368       | Месје 96                          | Спирална галаксија                              | Сазвежђе Лав           | 10h 46m 45.8s         | +11° 49′ 10″        | 10.0              |
| 3369       |                                   | Сочиваста галаксија                             | Сазвежђе Хидра         | 10h 46m 44.9s         | −25° 14′ 34″        | 14.6              |
| 3370       |                                   | Спирална галаксија                              | Сазвежђе Лав           | 10h 47m 04.2s         | +17° 16′ 23″        | 12.4              |
| 3371       | (Дупликат објекта NGC 3384)       | Сочиваста галаксија                             | Сазвежђе Лав           | 10h 48m 16.9s         | +12° 37′ 43″        | 10.0              |
| 3372       | Eta Carina Nebula; Keyhole Nebula | Дифузна маглина                                 | Сазвежђе Прамац        | 10h 44m 19.0s         | −59° 53′ 21″        |                   |
| 3379       | Месје 105                         | Елиптична галаксија                             | Сазвежђе Лав           | 10h 47m 49.8s         | +12° 34′ 55″        | 9.6               |
| 3384       |                                   | Сочиваста галаксија                             | Сазвежђе Лав           | 10h 48m 16.9s         | +12° 37′ 43″        | 10.0              |

## 3400-3499
| NGC ознака | Други називи | Тип објекта        | Сазвежђе          | Ректасцензија (J2000) | Деклинација (J2000) | Привидна величина |
| ---------- | ------------ | ------------------ | ----------------- | --------------------- | ------------------- | ----------------- |
| 3486       |              | Спирална галаксија | Сазвежђе Мали лав | 11h 00m 24.1s         | +28° 58′ 32″        | 11.2              |

## 3500-3599
| NGC ознака | Други називи                | Тип објекта            | Сазвежђе               | Ректасцензија (J2000) | Деклинација (J2000) | Привидна величина |
| ---------- | --------------------------- | ---------------------- | ---------------------- | --------------------- | ------------------- | ----------------- |
| 3518       | (Дупликат објекта NGC 3110) | Спирална галаксија     | Сазвежђе Лав           | 10h 04m 01.9s         | −06° 28′ 29″        | 13.5              |
| 3521       |                             | Спирална галаксија     | Сазвежђе Лав           | 11h 05m 48.9s         | −00° 02′ 06″        | 10.1              |
| 3532       |                             | Расејано звездано јато | Сазвежђе Прамац        | 11h 05m 33s           | −58° 44′            | 3.3               |
| 3556       | Месје 108                   | Спирална галаксија     | Сазвежђе Велики медвед | 11h 11m 31.3s         | +55° 40′ 31″        | 10.7              |
| 3576       |                             | Дифузна маглина        | Сазвежђе Прамац        | 11h 11m 49.8s         | −61° 18′ 14″        |                   |
| 3587       | Месје 97; Owl Nebula        | Планетарна маглина     | Сазвежђе Велики медвед | 11h 14m 47.7s         | +55° 01′ 09″        |                   |
| 3593       |                             | Спирална галаксија     | Сазвежђе Лав           | 11h 14m 37.1s         | +12° 49′ 03″        | 11.8              |
| 3596       |                             | Спирална галаксија     | Сазвежђе Лав           | 11h 15m 06.3s         | +14° 47′ 12″        | 11.7              |

## 3600-3699
| NGC ознака | Други називи | Тип објекта             | Сазвежђе               | Ректасцензија (J2000) | Деклинација (J2000) | Привидна величина |
| ---------- | ------------ | ----------------------- | ---------------------- | --------------------- | ------------------- | ----------------- |
| 3603       |              | Дифузна маглина         | Сазвежђе Прамац        | 11h 15m 09.1s         | −61° 16′ 17″        | 10.1              |
| 3621       |              | Спирална галаксија      | Сазвежђе Хидра         | 11h 18m 16.8s         | −32° 48′ 49″        | 10.0              |
| 3623       | Месје 65     | Спирална галаксија      | Сазвежђе Лав           | 11h 18m 55.8s         | +13° 05′ 32″        | 9.6               |
| 3627       | Месје 66     | Спирална галаксија      | Сазвежђе Лав           | 11h 20m 15.1s         | +12° 59′ 22″        | 8.9               |
| 3628       |              | Спирална галаксија      | Сазвежђе Лав           | 11h 20m 16.9s         | +13° 35′ 14″        | 11.5              |
| 3629       |              | Спирална галаксија      | Сазвежђе Лав           | 11h 20m 31.9s         | +26° 57′ 47″        | 12.9              |
| 3690       |              | Галаксије у интеракцији | Сазвежђе Велики медвед | 11h 28m 33.1s         | +58° 33′ 54″        | 11.8              |

## 3700-3799
| NGC ознака | Други називи | Тип објекта            | Сазвежђе         | Ректасцензија (J2000) | Деклинација (J2000) | Привидна величина |
| ---------- | ------------ | ---------------------- | ---------------- | --------------------- | ------------------- | ----------------- |
| 3766       |              | Расејано звездано јато | Сазвежђе Кентаур | 11h 36m 13.3s         | −61° 36′ 55″        | 5.7               |
| 3773       |              | Сочиваста галаксија    | Сазвежђе Лав     | 11h 38m 13.1s         | +12° 06′ 43″        | 13.1              |

## 3800-3899
| NGC ознака | Други називи | Тип објекта        | Сазвежђе               | Ректасцензија (J2000) | Деклинација (J2000) | Привидна величина |
| ---------- | ------------ | ------------------ | ---------------------- | --------------------- | ------------------- | ----------------- |
| 3808A      |              |                    |                        | 11h 40m 44.2s         | +22° 25′ 46″        | 14.1              |
| 3808B      |              |                    |                        | 11h 40m 44.5s         | +22° 26′ 48″        | 15                |
| 3877       |              | Спирална галаксија | Сазвежђе Велики медвед | 11h 46m 07.8s         | +47° 29′ 41″        | 11.8              |

## 3900-3999
| NGC ознака | Други називи | Тип објекта         | Сазвежђе               | Ректасцензија (J2000) | Деклинација (J2000) | Привидна величина |
| ---------- | ------------ | ------------------- | ---------------------- | --------------------- | ------------------- | ----------------- |
| 3918       |              | Планетарна маглина  | Сазвежђе Кентаур       | 11h 50m 17.7s         | −57° 10′ 57″        | 10.0              |
| 3938       |              | Спирална галаксија  | Сазвежђе Велики медвед | 11h 52m 49.5s         | +44° 07′ 13″        | 11.0              |
| 3949       |              | Спирална галаксија  | Сазвежђе Велики медвед | 11h 53m 41.9s         | +47° 51′ 29″        | 10.9              |
| 3953       |              | Спирална галаксија  | Сазвежђе Велики медвед | 11h 53m 49.1s         | +52° 19′ 37″        | 10.8              |
| 3982       |              | Спирална галаксија  | Сазвежђе Велики медвед | 11h 56m 28.3s         | +55° 07′ 29″        | 11.6              |
| 3992       | Месје 109    | Спирална галаксија  | Сазвежђе Велики медвед | 11h 57m 35.9s         | +53° 22′ 35″        | 10.7              |
| 3999       |              | Сочиваста галаксија | Сазвежђе Лав           | 11h 57m 56.5s         | +25° 04′ 05″        | 15.7              |